# Rhaucus quinquelineatus
Rhaucus quinquelineatus is een hooiwagen uit de familie Cosmetidae. De originele naamcombinatie (protoniem) was Rhaucus quinquelineatus Simon, 1879. De soortnaam is bijgewerkt naar de latere formatie, Flirtea quinquelineata (Simon, 1879) gesteld door Roewer, 1912, Rhaucus (Rhaucus) quinquelineatus (Simon, 1879) gesteld door Henriksen, 1932. Na 2007, de soortnaam is bijgewerkt naar de latere formatie Rhaucus quinquelineatus (Simon, 1879) in García & Kury, 2017.
Een junior subjectief synoniem is Metarhaucus albilineatus Roewer 1912 gesteld door Roewer 1912(d): 76. Een andere is Pararhaucus obscurus Pickard-Cambridge 1905 (later Paecilaema obscurum) in García & Kury, 2017: 413. Een andere is Rhaucus (Rhaucus) muticus Sørensen, 1932 (later Flirtea mutica) in García & Kury, 2017. Een andere is Rhaucus tristis Sørensen, 1932 (later Flirtea tristis) in García & Kury, 2017. 